# Volvo S80
Volvo S80 är en personbil från Volvo Personvagnar som premiärvisades 1998 och ersatte den äldre Volvo 960 (Kallades s90 1998). Första generationen tillverkades från 1998 till 2006 och var den första modellen som baserades på Volvos då nya P2-plattform. Det interna projektnamnet för S80 generation 1 var P23. Den andra generationen började tillverkas 2006 och var den första modellen som baserades på den nya FoE- (Ford of Europe) och Volvo-gemensamma plattformen vid namn EuCD, hos Volvo benämnd Y20-plattformen. Det interna projektnamnet för S80 generation 2 var Y286.

## Första generationen: 1998–2006
Första generationen Volvo S80 lanserades 1998 som efterträdaren till Volvo S90 och var Volvos största personbilsmodell, den var den första bilen att byggas på Volvos P2 plattform - och även den första att lämna den.
Modellen är baserad på konceptbilen Volvo ECC. Den tillverkades enbart i en fyradörrars sedanmodell och gick emot den tidigare Volvo-linjen att även ha en kombi-modell av företagets lyxmodell (260, 760, 960/S90/V90).
Den första motorn som fanns var en 2,9-liters rak sexa, en uppgradering av motorn som tidigare hade använts i 960/S90/V90. Det är en sexcylindrig version av den 2,4-liters femcylindriga som används även i många andra modeller. Det var inte världens första produktionsbil med tvärställd rak sexa. Det hade BMC/BRITISH LEYLAND redan 1972 med modellerna Austin/Morris 2200 och efterföljaren Leyland Princess som kom 1975. Med dubbelturbo gav motorn 272 hästkrafter och utan turbo 196, 200 eller 204 hästkrafter beroende på årsmodell. Ganska snart tog de femcylindriga versionerna över som mest populära motorval.
De första årsmodellerna hade en 5-cylindrig dieselmotor från VAG (TDI) - men den ersattes sedan av en egentillverkad motor som baserades på den egna bensinmotorn. Beteckningen var 2,4 D eller D5 beroende på effektuttag. 
Under 2003 och 2004 skedde mindre förändringar i interiör och exteriör. Förändringarna omfattade bland annat bakljus, inre dörrsidor, färganpassade sidolister samt modernare mätarhus.  
Den första S80 byggdes i 368 000 exemplar. Innan den togs ur produktion lanserades en Classic-modell enligt Volvos traditioner.

### Modeller och motorprogram
Bensin
| Modellnamn           | Effekt (hk) | Vridmoment (Nm@rpm) | Volym (cm³) | Motormodell | Kommentar                                                      |
| -------------------- | ----------- | ------------------- | ----------- | ----------- | -------------------------------------------------------------- |
| 2.0T (1998-2000)     | 163         | 230@1800-5000       | 1984        | B5204 T4    | Rak femcylindrig bensinmotor med lättrycksturbo (Exportmodell) |
| 2.0T (2000-2006)     | 180         | 240@2200-5300       | 1984        | B5204 T5    | Rak femcylindrig bensinmotor med lättrycksturbo (Exportmodell) |
| 2.4                  | 140         | 220@3300            | 2435        | B5244 S2    | Rak femcylindrig bensinmotor                                   |
| 2.4                  | 170         | 225@4500            | 2435        | B5244 S     | Rak femcylindrig bensinmotor                                   |
| 2.4T (1998-2000)     | 193         | 280@1800-           | 2435        | B5244 T2    | Rak femcylindrig bensinmotor med lättrycksturbo                |
| 2.4T (2000-2003)     | 200         | 285@1800-5000       | 2435        | B5244 T3    | Rak femcylindrig bensinmotor med lättrycksturbo                |
| 2.5T (2003-2006)     | 210         | 320@1500-4500       | 2521        | B5254 T2    | Rak femcylindrig bensinmotor med lättrycksturbo                |
| 2.5T AWD (2004-2006) | 210         | 320@1500-4500       | 2521        | B5254 T2    | Rak femcylindrig bensinmotor med lättrycksturbo                |
| 2.9 (1998-1999)      | 204         | 280@4200            | 2922        | B6304 S3    | Rak sexcylindrig bensinmotor                                   |
| 2.9 (1999-2001)      | 200         | 280@4500            | 2922        | B6294 S     | Rak sexcylindrig bensinmotor                                   |
| 2.9 (2001-2006)      | 196         | 280@3900            | 2922        | B6294 S2    | Rak sexcylindrig bensinmotor                                   |
| T5 (1998-2000)       | 225         | 310@2700-5100       | 1984        | B5204 T3    | Rak femcylindrig bensinmotor med högtrycksturbo (Exportmodell) |
| T6 (1998-2001)       | 272         | 380@2000-5000       | 2783        | B6284 T     | Rak sexcylindrig bensinmotor med dubbelturbo                   |
| T6 (2002-2006)       | 272         | 380@1800-5000       | 2922        | B6294 T     | Rak sexcylindrig bensinmotor med dubbelturbo                   |

Diesel
| Modellnamn            | Effekt (hk) | Vridmoment (Nm@rpm) | Volym (cm³) | Motormodell | Kommentar                              |
| --------------------- | ----------- | ------------------- | ----------- | ----------- | -------------------------------------- |
| TDI (VAG) (1998-2001) | 140         | 290@1900            | 2460        | D5252 T     | Rak femcylindrig dieselmotor med turbo |
| 2.4D (2001-2006)      | 130         | 280@1750-3000       | 2401        | D5244 T2    | Rak femcylindrig dieselmotor med turbo |
| D5 (2001-2006)        | 163         | 340@1750-3000       | 2401        | D5244 T     | Rak femcylindrig dieselmotor med turbo |

Övrigt
| Modellnamn | Effekt (hk) | Vridmoment (Nm@rpm) | Volym (cm³) | Motormodell | Kommentar                              |
| ---------- | ----------- | ------------------- | ----------- | ----------- | -------------------------------------- |
| Bi-Fuel    | 140         | 192@4500            | 2435        | B5244 SG    | Rak femcylindrig naturgas-/bensinmotor |

## Andra generationen: 2006–2016
Den nya modellen av Volvo S80 byggs på den gemensamma EuCD-plattformen i FMC (Ford Motor Company) som också används av bland annat FoE (Ford of Europe), Mazda och Land Rover.
Till skillnad mot den första generationen är den nya modellen i stort sett identisk med kombiversionen V70 av motsvarande årsmodell. Den är alltså inte längre en självständig lyxmodell, utan mer av en ersättare till gamla S60, d.v.s. en familjebil i sedanutförande.
Ett nytt motoralternativ var V8:an som även fanns i XC90. Denna levererades enbart med fyrhjulsdrivning och automatlåda.
En annan nyhet som kom 2007 var en fyrcylindrig motor anpassad för E85. Gynnsamma regler för trängselskatt och förmånsvärdet gjorde det gynnsamt att välja bilar med biodrivmedel under några år och Volvo ersatte sina gasbilar med etanolversioner, som var enklare att anpassa. Den fyrcylindriga 2,0F - som hämtades ur Fords sortiment - blev dock inte så populär i S80 och V70, eftersom den var lite för svag. Därför tog Volvo även fram 2,5 FT, som var en etanolkonverterad version av deras 5-cylindriga motor med turbo. Senare skulle man också erbjuda konvertering av denna modell till gasdrift (vilket gjorde att den gick på bensin, E85 och gas). 

## Plattform
EuCD-plattformen benämns i Volvoutförande med samlingsnamnet Y20, detta trots att Volvos bilprojekt byggande på just Y20-plattformen sedermera har fått så vitt skilda namn som Y286 (S80), Y285 (V70), Y381 (XC70) och Y413 (XC60). Dessutom benämns uppgraderingen 2006 av Volvo XC90 (P28) som fortfarande bygger på den gamla P2-plattformen internt även med Y281 och Volvo C30 som bygger på P1-plattformen (Ford C1) benämns internt både P14 och Y279 för att göra situationen riktigt förvirrad för utomstående och även mindre insatta Volvomedarbetare. Volvo har alltså helt gått ifrån sin tidigare strikta logik i benämningen av bilarnas projektnamn som under tidigt 2000-tal gällde bilar på P2-plattformen, P23 (S80), P24 (S60), P26 (V70), P26L (XC70), P28 (XC90), så att projektnamnen nu inte längre kan direkt härledas till vilken plattform de bygger på.
Andra FMC bolags bilar på EuCD-plattformen har namn så som för Ford Mondeo CD341 och Land Rover Freelander L359.

### Ansiktslyft 2009
På bilmässan i Genève 2009 presenterar Volvo en lätt uppdaterad S80.
Faceliften är relativt begränsad, en helt del mindre förändringar i detaljer men inte mycket som fångar blicken. 

Exteriört ses uppgraderingen tydligast i fronten genom en ny grill med den nya större och frilagda designen på Volvomärket som först presenterades med XC60. Utöver detta ses uppdateringen endast genom att alla de kromade detaljer som tidigare var unika för S80 Executive nu blivit standard, dessa återfinns i nedre grill, främre dimljus, nederkant dörrar och nederkant av bakljusen. 

Bland det nya interiört ses en helt ny ratt och en ny design på den flytande mittkonsolen. Mätartavlorna får nu i standardutförande också de breda aluminiumringarna som tidigare i S80 endast fanns på T6 och V8 samt Executive och som fick sitt inträde först i och med S60R/V70R under 2003. Likaså får S80 de lite mer exklusiva inre dörrpanelerna som tidigare fanns på S80 i Executive-utförande. 

Utifrån bilderna ser det ut som att framstolarna har givits lite bättre sidostöd i över sätesryggen, men detta är inget som Volvo tryckte på i sitt pressmeddelande och kan vara en synvilla på grund av de tunnare nackstöden som känns igen från XC60. 

Av bilderna att döma så ser det också ut som att S80 får City Safety som tillval alternativt standard som i fallet med Volvo XC60, inte heller detta nämns i pressmaterialet. 

Det framgår av pressmeddelandet att man inför ett nytt sportchassi att välja på, vilket tidigare bara valbart mellan ett standard komfortchassi eller aktivt Four-C.
På motorsidan lovar Volvo mycket nytt de närmaste åren, men det enda nya som presenterades i detta pressmeddelande var de enligt nedan redan kända uppgraderade dieselmotorerna 2.4D (Euro4) och D5 (Euro5).

### Uppdaterade dieselmotorer
Den 17 februari 2009 skickar Volvo ut ett pressmeddelande med information om uppdaterade varianterna på D5 och 2.4D som tar plats i S80, V70, XC70 och XC60 under 2009.
- Den nya D5-motor introducerade Volvo i Volvo S80 sent på hösten 2008 och sänker bränsleförbrukningen från 6,4 till 6,2 l/100 km med manuell växellåda och från 7,3 till 6,7 l/100 km med automatlåda.
- Nya 2.4D som först nämndes i pressmeddelande för XC60 DRIVe kommer även den i de övriga bilarna under våren 2009. Bränsleförbrukningen för S80 2.4D uppger Volvo till 5,8 l/100 km, en sänkning från 6,4 l/100 km.

### DRIVe
I ett pressmeddelande den 24 februari 2009 gjorde Volvo det officiellt att S80 kommer i en DRIVe-version som modellår 2010 med leverans hösten 2009. Motorn i denna bil blir samma 1,6 liters dieselmotor som i C30, S40 och V50 DRIVe med en effekt på 109 hästkrafter och ett vridmoment på 240 newtonmeter. Volvo utlovar för S80 1.6D DRIVe en förbrukning på 4,9 l/100 km och utsläpp av koldioxid på 129 g/km.
I ett pressmeddelande den 1 februari 2010 blev det officiellt att S80 DRIVe med hjälp av bland annat det som kallas bromskraftåtervinning pressats ned under 120 g/km och därmed klassas som miljöbil i Sverige.
Volvo utlovar nu för S80 1.6D DRIVe en förbrukning på 4.5 l/100 km och utsläpp av koldioxid på 119 g/km.
Från och med 2012 används inte längre beteckningen DRIVe på enskilda bilmodeller, utan betecknar hela konceptet. Det finns fortfarande miljöklassade modeller av till exempel Volvo S80, men de har då modelltilläggen D2, D3, D5 och så vidare, precis som övriga modeller.

### Uppdaterade bensinmotorer
Som framgår av de presenterade specifikationerna på Volvos media-hemsida så sker också vissa ändringar på modellens bensinmotorer till 2010 års modell.
- Endast 2.5T och 2.5FT uppgraderas markant med höjt vridmoment från 300 till 340 Nm samt höjd effekt från 200 till 231 hk. Samtidigt sänks den uppgivna bränsleförbrukningen av bensin signifikant från 9,3 respektive 9,2 till 8,6 l/100 km med manuell växellåda och från 10,2 respektive 10,1 till 9,6 l/100 km med automatlåda.
- Bensinsexan (3.2) i framhjulsdrivet utförande har fått förbrukningen sänkt från 10,3 till 9,9 l/100 km, men i AWD-utförande ligger den kvar på 10,7 l/100 km. Motor saluförs dock inte i Sverige efter 2009.
- För T6-modellen har förbrukningen höjts från 11,2 till 11,3 l/100 km.
- Även V8-modellen har fått förbrukningen höjd, från 11,9 till 12,1 l/100 km.
- För 2.0/2.0F har inga ändringar skett mellan årsmodell 2009 och 2010.

### Modeller och motorprogram
Bensin
| Modellnamn          | Effekt (hk@rpm) | Vridmoment (Nm@rpm) | Volym (cm³) | Motormodell | Kommentar                                                                  |
| ------------------- | --------------- | ------------------- | ----------- | ----------- | -------------------------------------------------------------------------- |
| T4 (2011-2015)      | 180@5700        | 240@1600-5000       | 1595        | B4164T      | Rak 4-cylindrig bensinmotor med turbo och direktinsprutning                |
| 2.0T (2010-2015)    | 203@6000        | 300@1750-4000       | 1999        | B4204T6     | Rak 4-cylindrig bensinmotor med turbo och direktinsprutning (Ej Sverige ?) |
| 2.5T (2009-2015)    | 231@4800        | 340@1700-4800       | 2521        | B5254T10    | Rak 5-cylindrig bensinmotor med lättrycksturbo                             |
| T5 (2011-2015)      | 240@5500        | 320@1800-5000       | 1999        | B4204T7     | Rak 4-cylindrig bensinmotor med turbo och direktinsprutning                |
| 3.2 (2010-2015)     | 243@6400        | 320@3200            | 3192        | B6324S5     | Rak 6-cylindrig bensinmotor (FWD/AWD) (Ej Sverige)                         |
| T6 AWD (2010-2015)  | 304@5600        | 440@2100-4200       | 2953        | B6304T4     | Rak 6-cylindrig bensinmotor med lättrycksturbo                             |
|                     |                 |                     |             |             |                                                                            |
| 2.0 (2007-2010 )    | 145@6000        | 190@4500            | 1999        | B4204S3     | Rak 4-cylindrig bensinmotor                                                |
| 2.5T (2006-2009)    | 200@4800        | 300@1500-4500       | 2521        | B5254T6     | Rak 5-cylindrig bensinmotor med lättrycksturbo                             |
| 3.2 (2006-2010)     | 238@6200        | 320@3200            | 3192        | B6324S      | Rak 6-cylindrig bensinmotor                                                |
| 3.2 AWD (2007-2010) | 238@6200        | 320@3200            | 3192        | B6324S      | Rak 6-cylindrig bensinmotor                                                |
| T6 AWD (2007-2010)  | 285@5600        | 400@1500-4800       | 2953        | B6304T2     | Rak 6-cylindrig bensinmotor med lättrycksturbo                             |
| V8 AWD (2006-2010)  | 315@5950        | 440@3950            | 4414        | B8444S      | 60° V 8-cylindrig bensinmotor                                              |

Diesel
| Modellnamn               | Effekt (hk@rpm) | Vridmoment (Nm@rpm) | Volym (cm³) | Motormodell | Kommentar                                              |
| ------------------------ | --------------- | ------------------- | ----------- | ----------- | ------------------------------------------------------ |
| D3 (2010-2015)           | 163@2900        | 400@1400-2850       | 1984        | D5204T2     | Rak 5-cylindrig dieselmotor med turbo (Euro 5)         |
| D5 (MAN) (2011-2015)     | 215@4000        | 420@1500-3250       | 2400        | D5244T11    | Rak 5-cylindrig dieselmotor med tvåstegsturbo (Euro 5) |
| D5 (AUT/AWD) (2011-2015) | 215@4000        | 440@1500-3000       | 2400        | D5244T15    | Rak 5-cylindrig dieselmotor med tvåstegsturbo (Euro 5) |
|                          |                 |                     |             |             |                                                        |
| 1.6D DRIVe (2009-2010)   | 109@4000        | 240@1750            | 1560        | D4164T      | Rak 4-cylindrig dieselmotor med turbo (Euro 4)         |
| 2.0D (2006-2010)         | 136@4000        | 320@2000            | 1997        | D4204T      | Rak 4-cylindrig dieselmotor med turbo (Euro 4)         |
| 2.4D (2009-2010)         | 175@3000-4000   | 420@1500-2750       | 2400        | D5244T14    | Rak 5-cylindrig dieselmotor med turbo (Euro 4)         |
| D5 (2009-2010 )          | 205@4000        | 420@1500-3250       | 2400        | D5244T10    | Rak 5-cylindrig dieselmotor med tvåstegsturbo (Euro 5) |
| D5 AWD (2009-2010 )      | 205@4000        | 420@1500-3250       | 2400        | D5244T10    | Rak 5-cylindrig dieselmotor med tvåstegsturbo (Euro 5) |
| 2.4D (2006-2009)         | 163@4000        | 340@1750-2750       | 2400        | D5244T5     | Rak 5-cylindrig dieselmotor med turbo (Euro 4)         |
| D5 (2006-2008)           | 185@4000        | 400@2000-2750       | 2400        | D5244T4     | Rak 5-cylindrig dieselmotor med turbo (Euro 4)         |
| D5 AWD (2006-2008)       | 185@4000        | 400@2000-2750       | 2400        | D5244T4     | Rak 5-cylindrig dieselmotor med turbo (Euro 4)         |

Övriga motorer
| Modellnamn        | Effekt (hk@rpm) | Vridmoment (Nm@rpm) | Volym (cm³) | Motormodell | Kommentar                                           |
| ----------------- | --------------- | ------------------- | ----------- | ----------- | --------------------------------------------------- |
| 2.5FT (2009-2015) | 231@4800        | 340@1700-4800       | 2521        | B5254T11    | Rak 5-cylindrig E85-/bensinmotor med lättrycksturbo |
|                   |                 |                     |             |             |                                                     |
| 2.0F (2007-2010)  | 145@6000        | 190@4500            | 1999        | B4204S4     | Rak 4-cylindrig E85-/bensinmotor                    |
| 2.5FT (2008-2009) | 200@4800        | 300@1500-4500       | 2521        | B5254T8     | Rak 5-cylindrig E85-/bensinmotor med lättrycksturbo |

## Tillverkad
| År    | Volvo S80 | Volvo S80 L | Summa    |
| ----- | --------- | ----------- | -------- |
| 2006  |           |             |          |
| 2007  | 39 968    |             |          |
| 2008  | 29 809    |             |          |
| 2009  | 17 149    |             |          |
| 2010  |           |             |          |
| 2011  | 13 164    |             |          |
| 2012  |           |             |          |
| 2013  |           |             |          |
| 2014  | ≈ 7 668   | ≈ 4 821     | ≈ 12 489 |
| 2015  | ≈ 6 761   | ≈ 3 569     | ≈ 10 330 |
| 2016  | ≈ 3 172   |             |          |
| Summa |           |             |          |

## V8-motor
En nyhet i generation 2 var att Volvo för första gången presenterade en vanlig personbil med V8-motor. Det var samma Yamaha konstruerade motor som redan erbjöds i SUV-modellen XC90. V8-modellen hade fyrhjulsdrift och automatlåda som standard, och tillverkades fram till 2010. Eftersom V8:an var mest efterfrågad på den amerikanska marknaden, erbjöds den aldrig i kombimodellen V70.